# Анксиозност
Анксиозност (стрепња, ијек. стријепња, тескоба, ијек. тјескоба) је нејасан страх без очигледног спољњег повода и углавном без организмичких знакова који уобичајено прате страх произашао из рационалне (спољне) претње. Од страха се разликује због своје неодређености, јер није везан за неки одређени објекат. У овом непријатном осећању доминира ишчекивање неке неодређене несреће. Када се догађа често, омета афективни живот и осећање добробити или је на други начин маладаптивно, позната је као анксиозни поремећај. Анксиозност је стање које се очитује осјећајем тескобе, устрашености, страха све до панике, уз психомоторну (телесна) напетост и унутрашњи немир, те постојање осјећаја као да ће особа „експлодирати”. Најчешће је немотивирана и није везана за објект или особу. Психијатри деле тескобу у три главне врсте: општа тескоба, фобије, и панични поремећај.
У групу анксиозних поремећаја спада већина поремећаја који су деценијама били познати под називом неурозе. Оне обично не подразумевају изразите поремећаје психичког функционисања какви се срећу код психоза; способност разлучивања фантазије и реалности, тзв. тестирање реалитета очувано је, за разлику од психоза. Међутим, уз то се могу јавити значајне тешкоће у обрасцима понашања и међуљудских односа. Учесталост анксиозних поремећаја креће се од 0,05% (опсесивно-компулзивни поремећај - ОКП) до 5% (генерализирани анксиозни поремећај). Одређене карактеристике појединих анксиозних поремећаја заправо су доста честе, а о поремећају се говори онда када те сметње представљају за особу значајно ограничење у њеном свакодневном социјалном и радном функционисању. Генерално се чешће јављају код жена.

## Извор тескобе
Она се јавља у свим психијатријским поремећајима, а као примарни симптом јавља се у анксиозним поремећајима. То су поремећаји карактерисани јаком тескобом коју особа настоји несвесно да разреши на различите начине, кориштењем разних менталних механизама. Извор тескобе може бити унутрашњи несвесни конфликт или ситуацијски фактор попут трауматског искуства, стреса или губитка. Ако постоји нека посебно тешка и проблематична ситуација на послу или код куће, стрес који настаје као реакција на такву ситуацију може се прелити на друге сегменте живота и тако створити тескобу. Анксиозност је најчешћи емоционални поремећај, који се јавља код млађих и старијих особа. Реакција је на стварну ситуацију опасности, у којој се јавља страх, а затим примерена реакција која је мање ефектна што је страх већи. Може се развити као комбинација чиниоца ризика, укључујући животне догађаје, карактеристике особе, генетику, хемијске процесе у организму. Природно анксиозност се осећа када су особе суочене са претњом, опасношћу или када су под стресом. Јавља када се дуже апстинира од сексуалног односа. Обично се овај поремећај јавља током ране адолесценције или раног одраслог доба.

## Узроци
Узрок анксиозних поремећаја лежи претежно у психолошким чиниоцима, премда постоје докази о генетском утицању (посебно код ОКП) и неурофизиолошкој подлози. Емоционални стрес често може бити додатни фактор који користи тескобу (угроженост, промене у међуљудским односима). С друге стране, симптоми анксиозности су директне манифестације побуђености периферног аутономног нервног система, настале због застрашујућих несвесних фантазија, импулс а и осећаја. Ако несвесни психолошки механизми не успевају да каналишу анксиозност, особа ће исказати слику заштите генерализованих тескоба на најмањи вод или ће стања тескобе доживљавати у облику напада панике. Ако психолошки механизми одбране усмеравају анксиозност на одређено спољашње објекте или ситуације које симболизују почетни, прави узрок анксиозности, омогућава премештање и везивање анксиозности на неки спољашњи симбол попут лифта, тунела и сл, а та ситуација се може избегавати. У том случају се говори о фобном поремећају. Ако особа користи одбрамбене механизме изолације неприкладних, обично агресивних, несвесних жеља и времена одвајања од идеја, појединац ће доживљавати само наметнуту мисао, без свести о жељи за реализацијом идеја и изворног скривеног импулса. Такав механизам у подлози је опсесивно компулзивног поремећаја.
Страх је афект који има моторну и осећајну реакцију. Неуротична анксиозност је слична страху, али се јавља када нема видљивих опасности, кроз заштиту забринутости, предосећај опасности или кроз везаност за одређену ситуацију - фобија. Фобије се деле на: рационалне - рефлексни одговор на могућу опасну ситуацију и ирационалне.
Нова теорија анксиозности одбацује либидо, наглашава улогу ега која нема довољно енергије, што упозорава организам на опасност. Нема стварне опасности, али се организује у развоју сусрета са опасностима. Опасност која упозорава организам креће од осећаја беспомоћности. Као корен анксиозности Зигмунд Фројд узима моторне реакције на рађање и ситуације ускраћивања љубави у раном детињству. Организам је рањив зато што је беспомоћан, што изазива да у каснијем животу реагује анксиозношћу. У овој теорији Фројд се ослабио на социјалну реалност. У теорији анксиозности видљив је и структурни модел (структуре ид и его).

## Симптоми
- лак губитак стрпљења
- потешкоће с концентрацијом
- очекивање најгорег могућег исхода неке ситуације
- стално размишљање о најгорем могућем исходу
- потешкоће са спавањем
- депресивност
- преокупираност око неке ствари, или опсесивност

## Телесни симптоми
- појачани осећај жеђи
- нервозни "трбух"
- пуштање ветрова
- учестало мокрење
- немогућност реагирања на сексуалну стимулацију
- стезање у прсима
- периоди наступања узлупаног срца (палпитације)
- болови у мишићима
- главобоље
- сметеност
- тремор
- женама могу изостати менструације или могу бити јако болне

## Превенција
Горе наведени фактори ризика дају природне могућности за превенцију. Један преглед из 2017. године показао је да психолошке или образовне интервенције имају малу, али статистички значајну корист за превенцију анксиозности код различитих типова популације.

## Подела анксиозних поремећаја
Анксиозни поремећаји се деле се: генерализовани анксиозни поремећај, опсесивно-компулзивни поремећај, панични поремећај, посттрауматски стресни поремећај, поремећај социјалне анксиозности и специфичне фобије.

### Генерализовани анксиозни поремећај (ГАП)
Главна је карактеристика ГАП-а је хронична тескоба која траје данима, недељама и месецима. Код одраслих усмерава се око тема као што су здравље, новац или каријера. Поред хроничне забринутости, присутни су дрхтање, грчење мишића, несаница, напетост у абдоминалном пределу, вртоглавица, повећана иритабилност. Болесници су стално забринути, брину их и најмање ситнице и изразито су несигурни у вези с будућности. Они осећају општу напетост, склоност трзању на минимални подражај попут изненадног звука, нелагоду и нервозу у раду с људима. Све то може бити праћено хроничним умором, главобољама, несаницом и бројним субакутним аутономним симптомима. Иако синдром није у потпуности онеспособљавајући, болесник осећа хроничну нелагодност приликом обављања свакодневних активности и у међуљудским односима, а радна је способност умањена хроничним умором и тешкоћама концентрације.
Панични поремећај спада међу најболнија животна искуства. Може се понављано јављати током времена и може бити изразито ограничавајући за особу. Обично траје од неколико минута до 1-2 сата, а напад досеже најјачи интензитет већ након пар минута. Болесник осећа ужас који настаје без видљивог повода, претњу скоре смрти, што привремено онемогућује рационално мишљење. За време таквих напада често има осећај да ће умрети, посебно стога што су присутни бројни телесни симптоми попут „лупања срца”, повремено превремене срчане контракције („срце прескаче”), бол у прсима који се описује као врло оштар или пробадајући. Често се јавља дрхтање, видљиви фини тремор, знојење, немир у желуцу, општа моторна слабост, вртоглавица, мучнина и пролив. Често се јавља „глад” за ваздухом која води у хипервентилацију, а она може резултирати грчењем мишића, осећајем боцкања око уста и у прстима. Након првих напада, болесник се почиње бојати поновних таквих стања и може се рећи да развије „страх од страха”.
Због кардиолошких манифестација, панични напади могу се заменити с инфарктом миокарда. То је и разлог што ти пацијенти често бивају упућени на бројне претраге након којих се обично „не нађе ништа”.

### Опсесивно-компулзивни поремећај (ОКП)
ОКП је неуротски поремећај карактеризиран присуством понављајућих идеја и фантазија (опсесија) и понављајућих импулса или радњи (компулзија) које болесник сматра болесним и против којих постоји унутрашњи отпор. Анксиозност је средишња одлика, али у супротности с фобијама (када је болесник анксиозан приликом суочавања са спољним опасностима и сматра да је њихова пасивна жртва), анксиозност настаје као одговор на несвесне унутрашње мисли и пориве којих се болесник боји и које мора остварити супротно својој вољи.
Типичне мисли су забринутост око инфекција и заражености или страх од неадекватног или насилног понашања. Опсесивне мисли могу водити ка извођењу ритуала као што су прање руку или понављање фраза. Циљ је ослобађање од опсесивних мисли.
Опсесије (обузетости) представљају идеје, речи и слике, обично неповезане с оним што појединац ради; упорно, јако и неодољиво му се намећу и скрећу пажњу. Често су обојене агресивно или сексуално, што појединац доживљава потпуно страним (нпр. мисао мајке да ће кухињским ножем озледити своју дјецу).
Компулзије (присиле) и компулзивне радње исто су аутономне као и опсесије, али се ради о преплављујућој потреби да се учини нека радња (нпр. да мора бројити прозоре идући улицом, да се мора пет пута прекрстити улазећи у стан). Присила може бити и врло агресивна, ружна или срамотна. Као и код опсесија, болесник доживљава анксиозност, уочава апсурд порива и одупире му се. Међутим, често не може а да не започне понављајући образац у облику компулзивних радњи и ритуала.

### Панични поремећај
Људи са паничним поремећајем пате од озбиљних напада панике без очигледног разлога. Напади панике изазивају доживљај као да ће се особа онесвестити, полудети или доживети инфаркт и умрети. Манифестира се лупањем срца, нелагодом или болом у грудима, знојењем, дрхтањем, зажареношћу или трнцима по деловима тела, сувим устима и доживљајем гушења, страхом од умирања и губљења контроле, доживљајем нестварности, итд. Често се јављају са агорафобијом – страхом да ће се доживети напад панике на местима са којих би било тешко побјећи, те се таква места избегавају.
Узроци се налазе дубоко у подсвести као потиснута сећања која наизглед без разлога излазе на површину.

### Пост трауматски стресни поремећај (ПТСП)
Тескоба као последица хроничног стреса, (енгл. ПТСД). Обично следи након изложености особе трауматском догађају као што су проматрање смрти друге особе, сексуално злостављање, изненадна смрт блиске особе или природна катастрофа. Три су основне манифестације ПТСП-а: „оживљавање” трауматског догађаја (ноћна мора), избегавајуће понашање (избегавање мјеста повезаних са траумом), те емоционално удаљавање од других и психолошка узнемиреност.

### Поремећај социјалне анксиозности
Социјална фобија се карактерише изузетном анксиозношћу везаном за процену других или понашање које би могло довести до исмевања и осрамоћивања. Оваква интензивна анксиозност може водити избегавајућем понашању. Физичке манифестације повезане са овим поремећајем су лупање срца, убрзано дисање, црвењење и знојење.

### Фобични поремећај
То је неуролошки поремећај карактерисан присуством ирационалног или претераног страха од објеката или ситуација који нису стварно опасни и нису оправдани извор анксиозности, нпр. страх од вожње лифтом, страх од паса, страх од изласка на улицу и сл.
Обично је сама помисао на објект фобије довољна да изазове анксиозност, а како болесник у стварности постаје ближи фобичном стимулусу, анксиозност достиже ниво паничног напада. Болесник осећа страх без обзира на то што је свестан његове ирационалности. Он стога избјегава ситуацију које се боји, што често води к онеспособљености у свакодневним активностима и смањеној могућности нормалног функционисања (мора пешке на високе спратове, не може сам/а на посао улицом и сл.).
Агорафобија (страх од отворених, јавних места или гужве) најчешћи је фобни поремећај. Активности појединца битно су умањене; у крајњем случају не може уопште излазити из куће и напустити сигурност свога дома. Често, агорафоб може изаћи на улицу само ако је у пратњи неке блиске особе и та особа постаје „обвезни пратилац”.
Могу се развити и специфични страхови (нпр. од паса, инсеката, затворених простора попут лифта - клаустрофобија или висине - акрофобија). Ако су објекти необични или ако се лако избегавају, не јавља се озбиљна неспособност. Међутим, могу се јавити значајна функционална оштећења, нпр. када се фобија од авиона развије код пословног човека, а посао захтева често летење.

### Специфичне фобије
Особе са специфичним фобијама пате од интензивног страха од специфичних ситуација или објеката (затворен или отворен простор, висина, пауци, пси, итд). Израженост страха је неадекватна у односу на ситуацију и особа је препознаје као ирационалну. Специфичне фобије могу довести до избјегавања уобичајених, свакодневних ситуација.

## Сартрово тумачење
Неизвесност је драстичан облик непостојања слободе. Стрепња је апстрактни страх од могућег конкретног губитка слободе. Стрепња је страх од страха. Стрепња је страх од губитка слободе.